# Paolo di Giovanni Fei

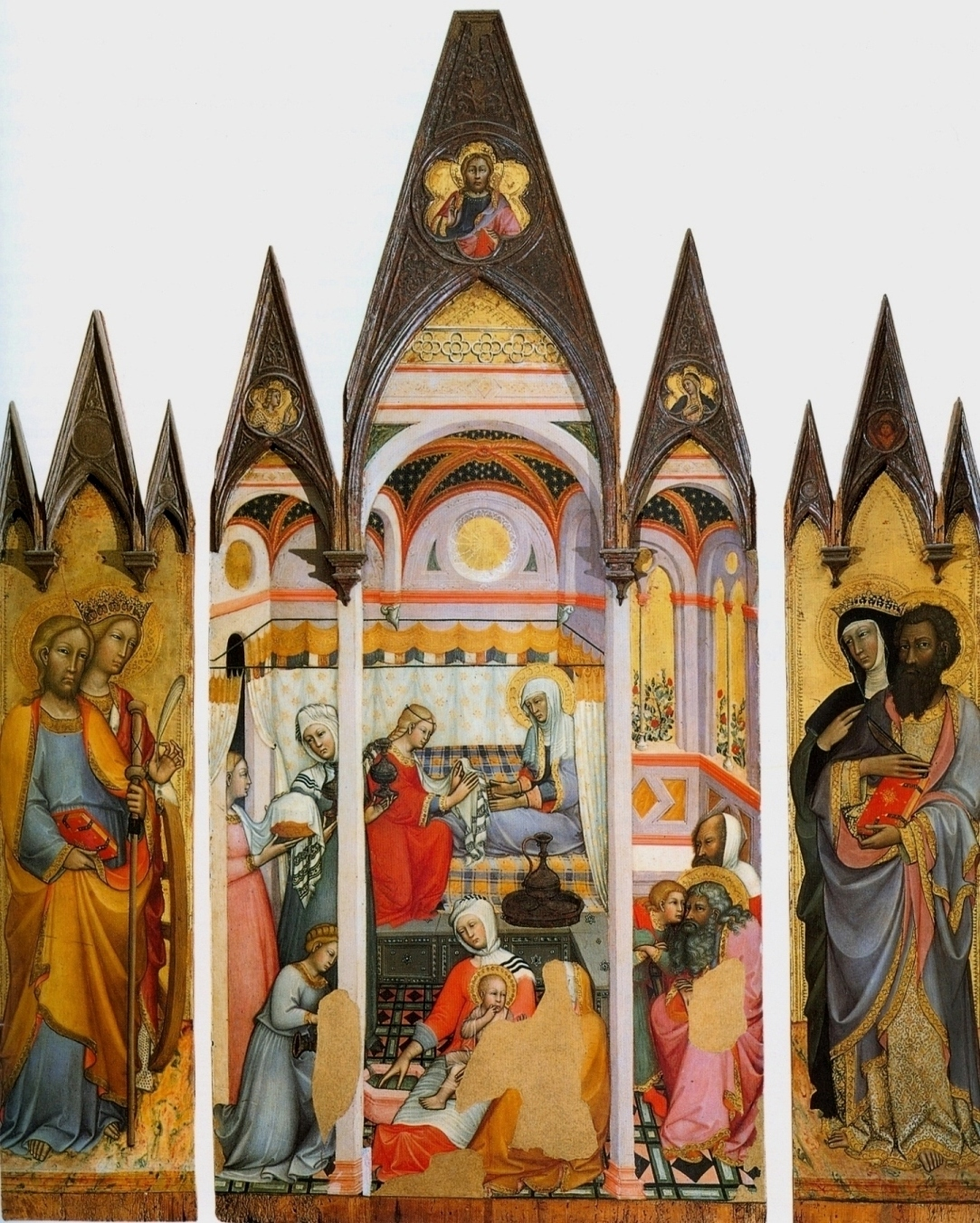
Natività della Vergine (1381), Pinacoteca Nazionale di Siena

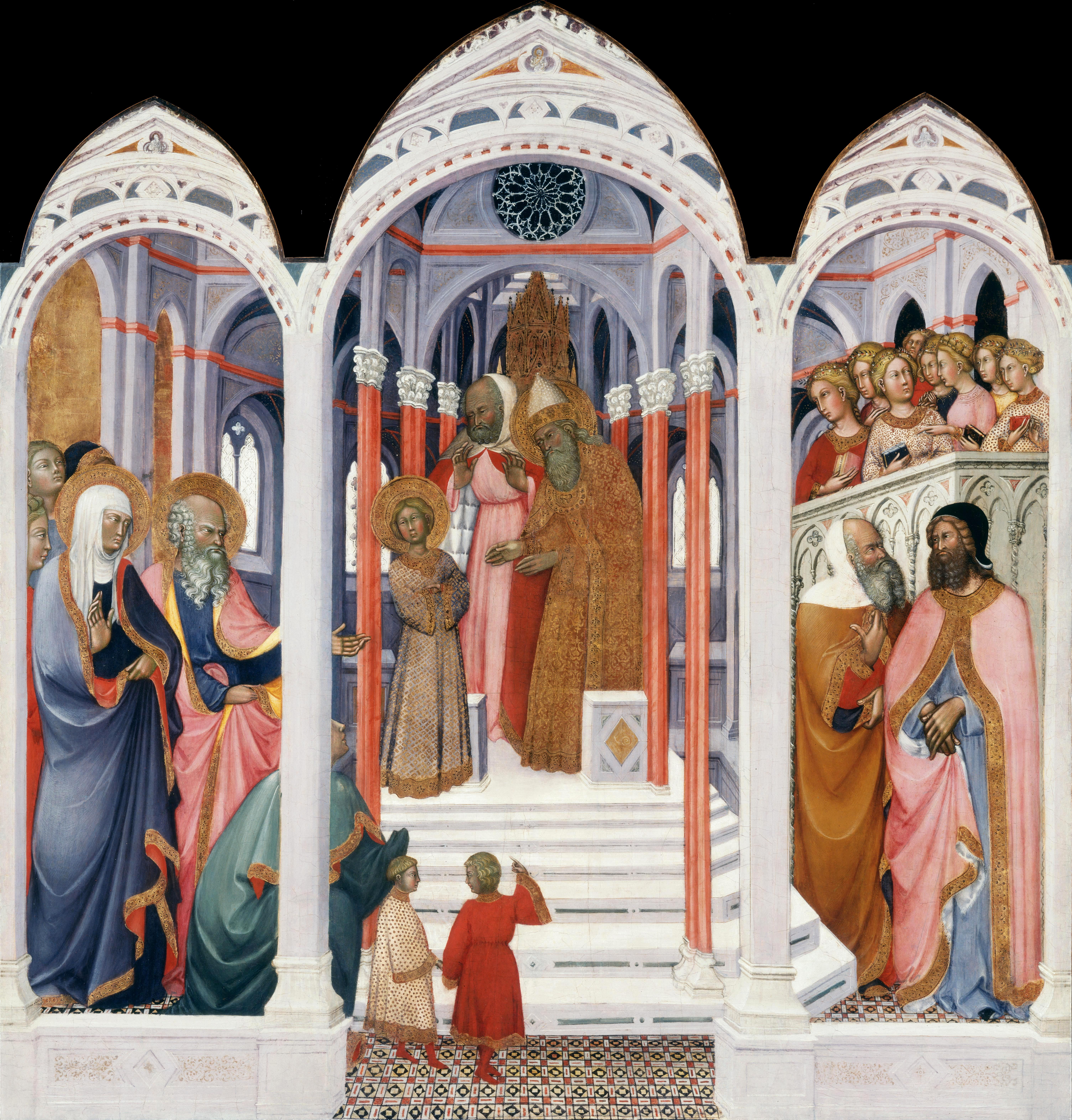
Presentazione della Vergine al tempio (um 1400), National Gallery of Art, Washington

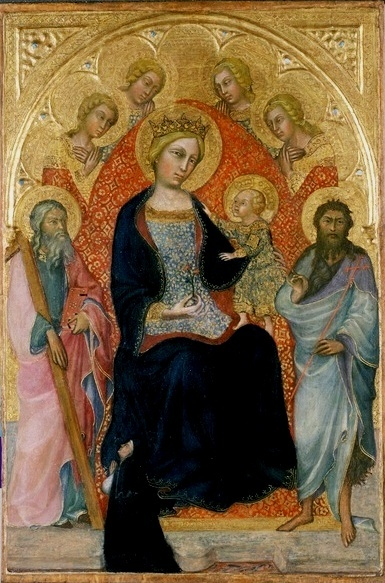
Madonna col Bambino e Santi (um 1385), Lindenau-Museum, Altenburg

Paolo di Giovanni Fei (* 1345 wahrscheinlich in San Quirico d’Orcia; † 1411 in Siena) war ein italienischer Maler der Schule von Siena.

## Leben
Erste schriftliche Dokumente bezeugen eine Mitgliedschaft im Rat der Republik Siena im Jahre 1369. Erste von ihm signierte und datierte Werke stammen aus dem Jahr 1381. Im Malerregister der Stadt wurde er seit 1389 geführt. Von 1395 bis 1410 wurde er im Register der Dommaler zu Siena geführt. Sein Hauptwerk als Maler von Fresken befindet sich in der Kapelle der Sakristei der Kirche Chiesa di Sant’Agostino in Siena. Das Malen erlernte er wahrscheinlich bei Bartolo di Fredi. Selbst gilt er als Lehrmeister von Stefano di Giovanni Sassetta.

## Werke (Auswahl)
- Annunciazione, Tempera auf Holz, Museo Civico di Arte Antica Medievale e Moderna Amedeo Lia, La Spezia
- La Trinità e i Santi Giovanni Battista, Gennaro, Caterina e Niccolò Pellegrino, Kathedrale von Neapel, Neapel
- Madonna col Bambino e Angeli Eremitage (Sankt Petersburg)
- Madonna col Bambino e Santi, ca. 1385–90, Lindenau-Museum, Altenburg
- Madonna con Bambino (1370) Museo dell’Opera des Dom von Siena
- Madonna con il Bambino, Pinacoteca di Brera, Mailand
- Madonna del Latte, Arcipretura di Santa Maria Assunta, Rapolano Terme
- Madonna dell’Umiltà (1370), Museo dell’opera del Duomo von Siena
- Madonna col Figlio e Angeli, Santa Maria della Scala, Siena
- Madonna e Figlio (1385–90), Dom von Siena
- Madonna in trono col Bambino e i Santi Vittore, Lucia, Giovanni Battista, Caterina d’Alessandria, Antonia Abate, Savino, Margherita e Giovanni Evangelista, Polittico, um 1385, Chiesa di San Bernardino, Siena
- Natività della Vergine, (1381), Pinacoteca Nazionale di Siena
- Presentazione della Vergine al tempio, (ca. 1400), National Gallery of Art, Washington, D.C.